# Salsola papillosa
Salsola papillosa är en amarantväxtart som beskrevs av Heinrich Moritz Willkomm. Salsola papillosa ingår i släktet sodaörter, och familjen amarantväxter. Inga underarter finns listade i Catalogue of Life.